# تینا بخمن (ورزشکار دوگانه)
تینا بخمن (انگلیسی: Tina Bachmann؛ زادهٔ ۱۵ ژوئیهٔ ۱۹۸۶) ورزشکار دوگانه اهل کشور آلمان است.